# Gămăcești, Argeș
Gămăcești este un sat în comuna Berevoești din județul Argeș, Muntenia, România.
În iulie 2016, autoritățile au arestat 38 de persoane pentru trafic de persoane, aceștia răpind oameni ai străzii pe care-i țineau în sclavie. Au fost găsite 40 de victime, rețeaua acționând de opt ani.
Oamenii exploatați nu aveau familii, dispariția lor nu era reclamată.
Dintre victime, 21 erau copii.